# Tom Rice

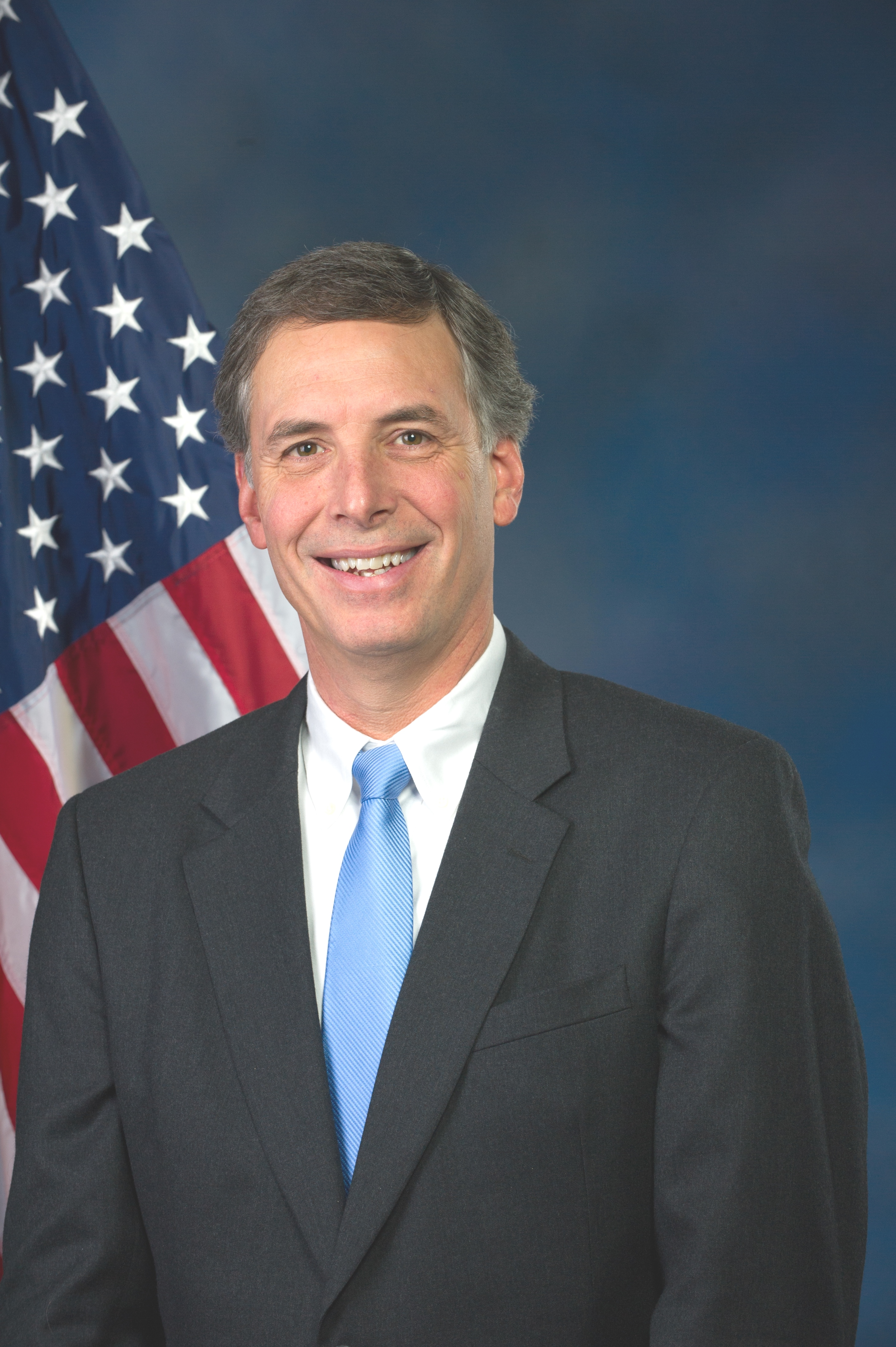
Tom Rice (2013)

Hugh Thompson „Tom“ Rice Jr. (* 4. August 1957 in Myrtle Beach, South Carolina) ist ein US-amerikanischer Politiker. Von 2013 bis 2023 vertrat er den siebten Wahlbezirk des Bundesstaats South Carolina im US-Repräsentantenhaus.

## Werdegang
Tom Rice besuchte bis 1979 die University of South Carolina in Columbia, wo er einen Master in Rechnungswesen erhielt. Nach einem anschließenden Jurastudium mit Abschluss des Juris Doctor an derselben Universität erfolgte 1982 seine Zulassung als Rechtsanwalt. Er begann bei der Unternehmensberatung Deloitte & Touche. Dort erlangte er das Certified Public Accountant (Wirtschaftsprüfer). 1985 kehrte er in seinen Heimatort Myrtle Beach zurück, um dort als Steueranwalt zu arbeiten. Im Jahr 1997 gründete er dort auch seine eigene Kanzlei. Von 1994 bis 2009 war am Supreme Court of South Carolina als Steueranwalt zertifiziert.
Mit seiner Ehefrau Wrenzie hat er drei erwachsene Söhne.

## Politik
Politisch schloss er sich der Republikanischen Partei an. Zwischen 2010 und 2012 war er Mitglied und Vorsitzender des Bezirksrats im Horry County.
Bei den Kongresswahlen des Jahres 2012 wurde Rice im wieder eingerichteten siebten Wahlbezirk von South Carolina in das US-Repräsentantenhaus in Washington, D.C. gewählt, wo er am 3. Januar 2013 sein neues Mandat antrat.
Während seiner ersten Legislaturperiode (2013–2015) war er Mitglied im Haushaltsausschuss, im Ausschuss für Verkehr und Infrastruktur und im Committee on Small Business. Außerdem gehörte er vier Unterausschüssen an. Ab 2015 gehörte er dem Committee on Ways and Means an.
Rice gilt als konservativer Abgeordneter.
Nach vier Wiederwahlen in den Jahren 2014 bis 2020 war er bis 2023 im Kongress vertreten. 2021 war Rice einer der 10 republikanischen Abgeordneten des Repräsentantenhauses, die für die Amtsenthebung von Donald Trump stimmten. Aufgrund dieser Tatsache unterstützte Trump Russell Fry, der gegen Rice in der republikanischen Vorwahl antrat. Fry konnte sich in der Vorwahl durchsetzen, so dass Rice mit dem 3. Januar 2023 aus dem Repräsentantenhaus ausschied.